# Manuela Mureșan
Manuela Mureșan (20 februari 1984) is een Roemeens wielrenster die meerdere nationale titels behaalde.

## Carrière
Mureșan dook relatief laat op in het professionele peloton. In 2020, op 36-jarige leeftijd, nam ze voor het eerst deel aan de nationale kampioenschappen op de weg. Ze reed zowel de tijdrit, waar ze tweede werd, als de wegwedstrijd, die ze won. In de jaren nadien zou ze de wegtitel nog driemaal winnen en de tijdrit vier keer, waardoor ze op een totaal van acht gewonnen NK's uitkomt. Tussen 2022 en 2024 reed ze voor de Spaanse continentale wielerploeg Soltec Team, namens die ploeg reed ze in 2022 en 2023 de Ronde van Spanje voor vrouwen. In haar carrière, inmiddels als veertiger, reed ze ook eenmaal de Ronde van Portugal, in 2024, en de Ronde van Catalonië, in 2025.

## Overwinningen

### BMX
2024
 Roemeens kampioene

### Wegwielrennen
2020
 Roemeens kampioene op de weg
 Roemeens kampioenschap tijdrijden
2021
 Roemeens kampioene tijdrijden
 Roemeens kampioenschap op de weg
2022
 Roemeens kampioene op de weg
 Roemeens kampioenschap tijdrijden
2023
 Roemeens kampioene tijdrijden
 Roemeens kampioenschap op de weg
2024
 Roemeens kampioene tijdrijden
 Roemeens kampioene op de weg
2025
 Roemeens kampioene tijdrijden
 Roemeens kampioene op de weg

### Resultaten in voornaamste wedstrijden
| Jaar | Ronde van Italië | Ronde van Frankrijk | Ronde van Spanje |
| ---- | ---------------- | ------------------- | ---------------- |
| 2022 |                  |                     | 101e             |
| 2023 |                  |                     | 125e             |

## Ploegen
- 2022 –  Soltec Team (vanaf 04/08)
- 2023 –  Soltec Team (vanaf 10/03)
- 2024 –  Soltec Iberoamérica (vanaf 07/05)